# Marathon van Parijs 1990
De marathon van Parijs 1990 werd gelopen op zondag 6 mei 1990. Het was de vijftiende editie van deze marathon.
De Welsh Stephen Brace trok voor het tweede achtereenvolgende jaar bij de mannen de overwinning naar zich toe. Hij kwam over de streep in 2:13.10, waarmee hij er zegge en schrijve zeven seconden langer over deed dan in 1989. Bij de vrouwen was het de Japanse Yoshiko Yamamoto, die won in 2:35.11.
In totaal kwamen 9110 marathonlopers aan de finish.

## Uitslagen

### Mannen
| rang   | naam                  | land | tijd    |
| ------ | --------------------- | ---- | ------- |
| Goud   | Stephen Brace         | WAL  | 2:13.10 |
| Zilver | Jean-Baptiste Protais | FRA  | 2:13.41 |
| Brons  | Manuel Matias         | POR  | 2:14.27 |
| 4      | Toshihiro Shibutani   | JPN  | 2:14.44 |
| 5      | Osmiro da Silva       | BRA  | 2:14.45 |
| 6      | Csaba Szucs           | HUN  | 2:15.01 |
| 7      | Marco Milani          | ITA  | 2:15.23 |
| 8      | Chiharu Osada         | JPN  | 2:15.25 |
| 9      | Dominique Chauvelier  | FRA  | 2:15.34 |
| 10     | Daniel Nzioka         | KEN  | 2:15.38 |

### Vrouwen
| rang   | naam                 | land | tijd    |
| ------ | -------------------- | ---- | ------- |
| Goud   | Yoshiko Yamamoto     | JPN  | 2:35.11 |
| Zilver | Malgorzata Birbach   | POL  | 2:36.53 |
| Brons  | Hiroe Fukuda         | JPN  | 2:38.05 |
| 4      | Dominique Rembert    | FRA  | 2:39.09 |
| 5      | Nelly Aerts          | BEL  | 2:42.45 |
| 6      | Satoe Minegishi      | JPN  | 2:43.30 |
| 7      | Marta Visnyei        | HUN  | 2:45.38 |
| 8      | Cassandra Mihailovic | FRA  | 2:45.44 |
| 9      | Françoise Maton      | BEL  | 2:48.02 |
| 10     | Sunita Godara        | IND  | 2:49.21 |

1976 ·
1977 ·
1978 ·
1979 ·
1980 ·
1981 ·
1982 ·
1983 ·
1984 ·
1985 ·
1986 ·
1987 ·
1988 ·
1989 ·
1990 ·
1991 ·
1992 ·
1993 ·
1994 ·
1995 ·
1996 ·
1997 ·
1998 ·
1999 ·
2000 ·
2001 ·
2002 ·
2003 ·
2004 ·
2005 ·
2006 ·
2007 ·
2008 ·
2009 ·
2010 ·
2011 · 
2012 · 
2013 ·
2014 ·
2015 ·
2016 ·
2017